# August Ferdinand von Wegerer
August Ferdinand von Wegerer (* 30. April 1812 in Silberberg; † 25. Juni 1887 in Crampas) war ein preußischer Generalleutnant.

## Leben

### Herkunft
August Ferdinand war ein Sohn des preußischen Majors Karl von Wegerer (1770–1835) und dessen Ehefrau Christiane, geborene von Normann (1784–1859). Sein jüngerer Bruder war der preußische Generalmajor Konrad von Wegerer (1822–1891).

### Militärkarriere
Wegerer besuchte die Kadettenhäuser in Potsdam und Berlin. Anschließend wurde er am 29. Juli 1829 als Portepeefähnrich dem 14. Infanterie-Regiment der Preußischen Armee überwiesen. Mitte Februar 1831 folgte seine Versetzung als Sekondeleutnant nach Thorn in das 37. Infanterie-Regiment (5. Reserve-Regiment) und 1834/37 absolvierte er zur weiteren Ausbildung die Allgemeine Kriegsschule. Von Ende September 1839 bis 1848 war Wegerer zugleich als Lehrer an der Divisionsschule der 16. Division tätig, avancierte zwischenzeitlich zum Premierleutnant und wurde am 19. Dezember 1848 unter Beförderung zum Hauptmann Chef der 2. Kompanie. Nach einer einjährigen Kommandierung zum Lehr-Infanterie-Bataillon erfolgte am 23. Mai 1857 unter Beförderung zum Major seine Versetzung in den Stab des 20. Infanterie-Regiments nach Torgau. Am 24. Oktober 1857 erhielt Wegerer das Kommando über das in Brandenburg an der Havel stationierte Füsilier-Bataillon und stieg in dieser Stellung am 18. Oktober 1861 zum Oberstleutnant auf. Daran schloss sich am 9. Januar 1864 eine Verwendung als Kommandeur des Ostpreußischen Füsilier-Regiments Nr. 33 in Köln sowie am 25. Juni 1864 die Beförderung zum Oberst an.
Wegerer führte seinen Verband 1866 während des Krieges gegen Österreich bei der Elbarmee in den Schlachten bei Münchengrätz und Königgrätz. Für sein Wirken zeichnete ihn König Wilhelm I. am 20. September 1866 mit den Schwertern zum Roten Adlerorden III. Klasse aus. Unter Stellung à la suite seines Regiments wurde er 11. April 1867 zum Kommandeur der 35. Infanterie-Brigade in Flensburg ernannt und kurz darauf zum Generalmajor befördert. Anlässlich des Ordensfestes wurde er im Januar 1870 mit dem Roten Adlerorden II. Klasse mit Eichenlaub und Schwertern ausgezeichnet und am 12. Juli 1870 mit Pension zur Disposition gestellt.
Bei der Mobilmachung anlässlich des Deutsch-Französischen Krieges wurde Wegerer wiederverwendet und erhielt am 18. Juli 1870 das Kommando über die stellvertretende 40. Infanterie-Brigade in Braunschweig. Für die weitere Dauer des mobilen Verhältnisses war er ab dem 24. Juli 1870 Kommandant von Kiel, kehrte nach dem Frieden von Frankfurt am 17. Juni 1871 in den Ruhestand zurück und erhielt am 3. September 1871 den Charakter als Generalleutnant.
Er starb am 25. Juni 1887 in Crampas auf Rügen.

### Familie
Wegerer heiratete am 23. März 1844 in Trier Ida von Francois (1820–1900), eine Tochter des Generalleutnants Karl von François. Das Paar hatte mehrere Kinder:
- Thekla Hedwig (* 1845) ⚭ Hermann von Brosy (1830–1870), preußischer Hauptmann im Anhaltischen Infanterie-Regiment Nr. 93, gefallen vor Toul[1]
- Karl Oskar Hugo (1847–1850)
- Klara Johanna (1850–1925)
- Rudolf (1852–1929), preußischer General der Infanterie
- Hugo Hermann Sigismund (* 1855)
- Klothilde Charlotte Betty Christiane (* 1858)
- Martha Valeska Elisabeth Elisabeth Christiane (* 1864)